# Кајање
Кајање је емоција — промена и мишљења и дела којом се настоји исправити зло и постићи опроштај од оштећене особе. Увек садржи елемент признавања кривице, или барем један од ових елемената: свечано обећање и одлучност да се не понови прекршај; покушај да се надокнади штета оштећеном или уклоне штетне последице злог дела када је то год могуће.

## Кајање у религији
У верском контексту се обично тумачи као признавање Богу, престанак греха против њега и одлука да се живи у складу с божјим законом. 
| „             | Две су ствари узрок кајања. Једна је кад неко учини лоше дело, а друга кад не учини добро дело. | ” |
| — Готама Буда |                                                                                                 |   |